# وينشستر (كانساس)
وينشستر (بالإنجليزية: Winchester, Kansas)‏ هي مدينة تقع في مقاطعة جيفرسون بولاية كانساس في الولايات المتحدة. تبلغ مساحة هذه المدينة 0.93 (كم²)، وترتفع عن سطح البحر 359 م، بلغ عدد سكانها 551 نسمة في عام 2010 حسب إحصاء مكتب تعداد الولايات المتحدة وتصل الكثافة السكانية فيها 607.8 نسمة/كم2.

## التركيبة السكانية
قام مكتب تعداد الولايات المتحدة بتحديد بيانات التركيبة السكانية لوينشستر في تعداد الولايات المتحدة. في ما يلي، التركيبة السكانية حسب تعدادي 2000 و2010.

### تعداد عام 2000
بلغ عدد سكان وينشستر 579 نسمة بحسب تعداد عام 2000، وبلغ عدد الأسر 210 أسرة وعدد العائلات 149 عائلة مقيمة في المدينة. في حين سجلت الكثافة السكانية 1,958.6 نسمة لكل ميل مربع (756.2/كم2). وبلغ عدد الوحدات السكنية 221 وحدة بمتوسط كثافة قدره 747.6 نسمة لكل ميل مربع (288.6/كم2).
وتوزع التركيب العرقي للمدينة بنسبة 97.06% من البيض و 2.25% من الأمريكيين الأصليين و 0.17% من الأمريكيين ذوي الأصول الآسيوية و 0.35% من عرقين مختلطين أو أكثر.
بلغ عدد الأسر 210 أسرة كانت نسبة 35.7% منها لديها أطفال تحت سن الثامنة عشر تعيش معهم، وبلغت نسبة الأزواج القاطنين مع بعضهم البعض 54.8% من أصل المجموع الكلي للأسر، ونسبة 11.9% من الأسر كان لديها معيلات من الإناث دون وجود شريك، وكانت نسبة 28.6% من غير العائلات. تألفت نسبة 25.2% من أصل جميع الأسر من أفراد ونسبة 13.8% كانوا يعيش معهم شخص وحيد يبلغ من العمر 65 عاماً فما فوق. وبلغ متوسط حجم الأسرة المعيشية 3.07، أما متوسط حجم العائلات فبلغ 2.56.
بلغ العمر الوسطي للسكان 38 عاماً. وكانت نسبة 26.4% من القاطنين تحت سن الثامنة عشر، وكانت نسبة 9.7% بين الثامنة عشر والأربعة وعشرون عاماً، ونسبة 23.8% كانت واقعةً في الفئة العمرية ما بين الخامسة والعشرون حتى والأربعة وأربعون عاماً، ونسبة 17.6% كانت ما بين الخامسة والأربعون حتى الرابعة والستون، ونسبة 22.5% كانت ضمن فئة الخامسة والستون عاماً فما فوق. يوجد لكل 100 أنثى 90.5 ذكر، ويوجد لكل 100 أنثى في الثامنة عشر من عمرها فما فوق 82.8 ذكر.
بلغ متوسط دخل الأسرة في المدينة 37,143 دولار، أما متوسط دخل العائلة فبلغ 41,500 دولار. وكان متوسط دخل الذكور 35,313 دولار مقابل 19,659 دولار للإناث. وسجل دخل الفرد الخاص بالمدينة 14,568 دولار. وكانت نسبة 9.0% من العائلات ونسبة 10.3% من السكان تحت خط الفقر، وكان من هؤلاء نسبة 14.2% تحت سن الثامنة عشر ونسبة 8.9% في الخامسة والستين من العمر وما فوق.

### تعداد عام 2010
بلغ عدد سكان وينشستر 551 نسمة بحسب تعداد عام 2010، وبلغ عدد الأسر 229 أسرة وعدد العائلات 140 عائلة مقيمة في المدينة. في حين سجلت الكثافة السكانية 1,574.3 نسمة لكل ميل مربع (607.8/كم2). وبلغ عدد الوحدات السكنية 261 وحدة بمتوسط كثافة قدره 745.7 لكل ميل مربع (287.9/كم2).
وتوزع التركيب العرقي للمدينة بنسبة 98.4% من البيض و 1.3% من الأمريكيين الأصليين و 0.4% من عرقين مختلطين أو أكثر.
بلغ عدد الأسر 229 أسرة كانت نسبة 27.9% منها لديها أطفال تحت سن الثامنة عشر تعيش معهم، وبلغت نسبة الأزواج القاطنين مع بعضهم البعض 40.6% من أصل المجموع الكلي للأسر، ونسبة 12.2% من الأسر كان لديها معيلات من الإناث دون وجود شريك، بينما كانت نسبة 8.3% من الأسر لديها معيلون من الذكور دون وجود شريكة وكانت نسبة 38.9% من غير العائلات. تألفت نسبة 34.1% من أصل جميع الأسر من أفراد ونسبة 20.1% كانوا يعيش معهم شخص وحيد يبلغ من العمر 65 عاماً فما فوق. وبلغ متوسط حجم الأسرة المعيشية 2.91، أما متوسط حجم العائلات فبلغ 2.28.
بلغ العمر الوسطي للسكان 42.8 عاماً. وكانت نسبة 22.3% من القاطنين تحت سن الثامنة عشر، وكانت نسبة 7.8% بين الثامنة عشر والأربعة وعشرون عاماً، ونسبة 21.7% كانت واقعةً في الفئة العمرية ما بين الخامسة والعشرون حتى والأربعة وأربعون عاماً، ونسبة 22.4% كانت ما بين الخامسة والأربعون حتى الرابعة والستون، ونسبة 25.6% كانت ضمن فئة الخامسة والستون عاماً فما فوق. وتوزع التركيب الجنسي للسكان بنسبة 48.5% ذكور و51.5% إناث.

## معلومات تاريخية
تم تأسيس وينشتستر في عام 1857م تيمنا بوينشستر (فيرجينيا).
تم تأسيس أول مكتب بريد في وينشستر في عام 1858م.

## وصلات خارجية
- The US50 - Cities and Towns in Kansas State